# Bloody Mallory
Bloody Mallory és una pel·lícula de 2002 dirigida per Julien Magnat en el seu debut com a director] i escrita per Magnat i Stéphane Kazandjian. La pel·lícula és protagonitzada per Olivia Bonamy, Adrià Collado, Jeffrey Ribier, Laurent Spielvogel, Valentina Vargas, Julien Boisselier i Thylda Barés . La partitura de la pel·lícula va ser composta per Kenji Kawai.
La pel·lícula en si és una barreja de terror, acció i comèdia en un estil que recorda molt als programes de televisió nord-americans com ara Buffy the Vampire Slayer i Xena: Warrior Princess.

## Argument
Mallory (Bonamy) és el cap d'una força d'atac d'elit dirigida pel govern dedicada a combatre el sobrenatural. El seu equip inclou la drag queen Vena Cava (Ribier), una experta en explosius; un mut, preadolescent telèpata capaç de posseir altres anomenades Talking Tina (Barès); i un agent governamental armat anomenat Durand (Perkins-Lyautey). S'envien per protegir un convent d'un assalt per part d'un grup de monstres no-morts quan són atacats per un assaltant desconegut. La batalla deixa Durand mort, Vena Cava ferida i Tina en coma. Simultàniament, el nou elegit papa (Spielvogel) és segrestat per estranys atacants emmascarats que resisteixen les bales dels guardaespatlles del papa. S'acosta a Mallory per rescatar el papa, una feina que accepta de mala gana quan s'adona que pot haver-hi una connexió entre l'agressor del seu equip i els segrestadors del papa.
Seguint els segrestadors fins a una dimensió de butxaca que conté un poble sencer que havia desaparegut del mapa uns anys abans, Mallory i el seu equip s'uneixen al Pare Carras (Collado), un sacerdot format en arts marcials i un dels guardaespatlles presents en el moment del segrest del papa. La seva recerca del papa finalment porta a Lady Valentine (Vargas), una vampira centenària que va sobreviure a la decapitació durant la Revolució Francesa, i la seva missió de convocar Abadon, un àngel caigut que cobrirà el món en la foscor.

## Càsting
Segons les entrevistes presents al DVD de la Regió 1, Valentina Vargas es va mostrar reticent a aparèixer a la pel·lícula, però la forta campanya del director Magnat la va convèncer d'inscriure's.

## Llançament
Bloody Mallory es va estrenar a França el 17 de juliol de 2002. Va ser llançada als Estats Units el segon trimestre de 2004.

## Influència i referències
Magnat ha admès estar molt influenciat per l'estil visual i la hiperrealitat de l'anime i el manga. Aquesta influència és més evident durant les escenes finals de la primera batalla de la pel·lícula entre Mallory i els no-morts atacant l'església.
L'aparença de Mallory, especialment el seu cabell vermell brillant i l'uniforme revelador, recorda molt al personatge principal de la pel·lícula Run Lola Run.
El Necronomicon, una obra que apareix a la ficció de terror de H. P. Lovecraft, és referida diverses vegades com si es tractés d'un document legal, inclosa la citació de paràgrafs i subseccions relacionades amb les condicions de convocar un dimoni.
Un ninot viu reivindicatiu d'un episodi de 1963 de la Twilight Zone es diu Talky Tina.